# Sinistra Democratica Unita
Sinistra Democratica Unita (in greco: Ενιαία Δημοκρατική Αριστερά - ΕΔΑ, trasl. Eniéa Dimokratikí Aristerá - EDA) è stato un partito politico greco di orientamento socialista democratico fondato nel 1951; bandito nel 1967, in seguito all'instaurazione della dittatura dei colonnelli, si ricostituì nel 1974, con il ripristino delle istituzioni democratiche.
Venne fondato in seguito alla guerra civile, per dare rappresentanza politica ai comunisti, il cui partito era stato messo al bando. Finì per assumere negli anni una postura sempre più moderata, ed appoggiò i politici centristi (KF prima, ed EK poi), negli anni '50 e '60.
Fra gli esponenti di spicco del partito vi furono Gregoris Lambrakis, Manolis Glezos e Mikīs Theodōrakīs.

## Risultati
| Elezione          | Voti      | %     | Seggi    |
| ----------------- | --------- | ----- | -------- |
| Parlamentari 1951 | 180.640   | 10,56 | 10 / 258 |
| Parlamentari 1952 | 152.011   | 9,55  | 0 / 300  |
| Parlamentari 1956 | 1.620.007 | 48,15 | 19 / 300 |
| Parlamentari 1958 | 939.902   | 24,43 | 79 / 300 |
| Parlamentari 1961 | 675.867   | 14,63 | 24 / 300 |
| Parlamentari 1963 | 669.297   | 14,34 | 28 / 300 |
| Parlamentari 1964 | 542.865   | 11,80 | 22 / 300 |
| Parlamentari 1974 | 464.787   | 9,47  | 8 / 300  |
| Parlamentari 1977 | 139.356   | 2,72  | 2 / 300  |
| 1. 2. 3. 4.       |           |       |          |